# Alessandro Pagani
Alessandro Pagani SMM (* 3. Januar 1937 in Torre Boldone di Bergamo) ist ein italienischer Priester und emeritierter Bischof von Mangochi.

## Leben
Alessandro Pagani trat der Ordensgemeinschaft der Montfortaner bei, legte die Profess am 8. September 1959 ab und empfing am 13. März 1965  die Priesterweihe. Papst Benedikt XVI. ernannte ihn am 3. April 2007 zum Bischof von Mangochi.
Der Apostolische Nuntius in Sambia und Malawi, Nicolas Girasoli, weihte ihn am 26. Mai desselben Jahres zum Bischof; Mitkonsekratoren waren Tarcisius Gervazio Ziyaye, Erzbischof von Blantyre, und Thomas Luke Msusa SMM, Bischof von Zomba.